# República Popular Socialista de Albania
La República Popular Socialista de Albania (en albanés: Republika Popullore Socialiste e Shqipërisë) fue un Estado socialista existente entre 1946 y 1992, año en el que se celebraron las primeras elecciones parlamentarias en el país. Entre 1946 y 1976, el nombre oficial del país fue República Popular de Albania (Republika Popullore e Shqipërisë).
Fue miembro fundador del pacto de Varsovia y del CAME en 1947. Entre los años 1966 y 1968, el país rompería con la Unión Soviética y acercaría posiciones con la China de Mao Zedong. Tras la ruptura sino-albanesa el país enfrentaría un grave aislamiento político y económico; mientras el líder del país Enver Hoxha ordenó la construcción por todo el país de miles búnkeres para proteger al mismo de una aparentemente inminente invasión yugoslava y griega.
Tras el ascenso al poder de Ramiz Alia, se empezarían a dar en el país una serie de reformas que abrieron al país al mundo. Se instituyó la libertad religiosa y política, y se empezó a liberar a los primeros presos políticos, al tiempo que se daba libertad de prensa. Tras una serie de reformas como las de liberalización de mercado y las privatizaciones, tendrían lugar las primeras elecciones multipartidistas en 1991 y la Disolución de esta el 29 de abril del mismo año.

## Gobierno de Enver Hoxha (1946-1985)

### Consolidación del régimen comunista en Albania

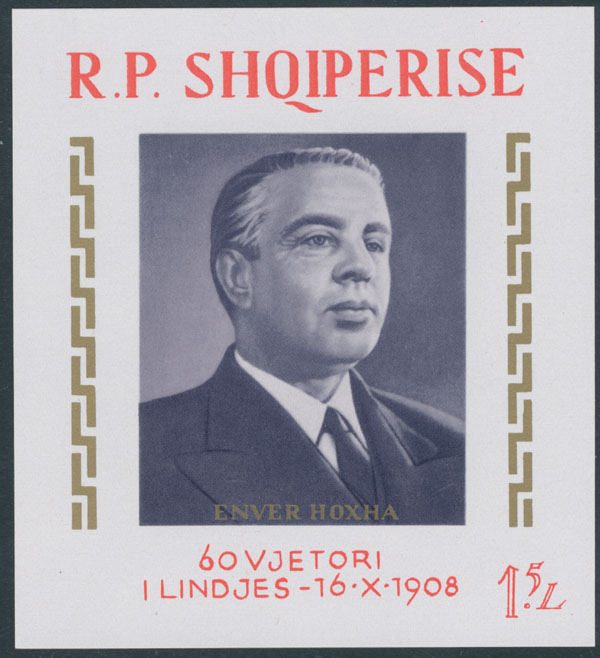
Sello en homenaje a Enver Hoxha en su 35º cumpleaños. Hoxha fue la principal figura política de la Albania socialista hasta su muerte, en 1985.

Tras el fin de la Segunda Guerra Mundial y el final de la ocupación alemana, Albania pasó a ser gobernada por un régimen controlado por los partisanos locales, dirigidos por Enver Hoxha y Koçi Xoxe, veteranos de las Brigadas Internacionales en España, que asumieron el control del país tras la victoria final sobre las tropas de la Wehrmacht en octubre de 1944, que se dirigieron al noroeste presionadas por el avance soviético en los Balcanes.
Posterior a la liberación de Albania de la ocupación alemana, los partisanos del Frente de Liberación Nacional albanés (FLN), compuesto principalmente por comunistas y dirigido por Enver Hoxha, organizan el Consejo Antifascista de Liberación Nacional, que actuaría como gobierno provisional, siendo Hoxha electo como presidente del Comité Ejecutivo del Consejo. Formaron un nuevo gobierno y lucharon contra la resistencia nacionalista, anticomunista y antimonárquica sostenida por los clanes del norte y oeste del país, agrupados en una alianza nacionalista denominada Balli Kombëtar, que carecía de apoyo externo y armamento suficientes. Los hombres de la Balli Kombëtar no pudieron resistir el empuje de los partisanos del FLN, que contaban con asistencia militar y diplomática de los partisanos yugoslavos (que ya habían consolidado su poder en la mayor parte de Yugoslavia) y con una fuerte disciplina interna. A fines de 1944, toda la resistencia armada anticomunista fue vencida. Por lo tanto, la mayoría de los líderes de la Balli Kombëtar se exiliaron en Italia, y quienes no pudieron hacerlo fueron casi en su totalidad apresados y ejecutados.[cita requerida]
Tras implantar una economía centralizada, el régimen comunista ejecuta una reforma agraria en 1945 que eliminó el control de las tierras agrícolas por las antiguas grandes familias de terratenientes y ejecutaron un reparto de tierras que entregó parcelas de terreno a los pequeños campesinos. A finales de 1945 se ejecuta una socialización de todas las industrias y propiedades agrícolas, que pasan a convertirse en granjas colectivas según el modelo marxista, el comercio es también socializado y los intercambios comerciales con países capitalistas quedan prohibidos. Posteriores normas sociales otorgaron la emancipación a las mujeres y eliminaron los restos de feudalismo, así como las muy arraigadas costumbres sociales derivadas de este tales como pleitos de sangre, asesinatos de honor, privilegios aristocráticos, etc. 
Simultáneamente, el nuevo régimen persigue a todo atisbo de oposición interna, condenando a muerte a muchos disidentes y encarcelando a otros centenares de sospechosos, lo cual significó en la práctica el asesinato, encarcelamiento o exilio para gran parte de la élite política y económica que existía en Albania antes de la ocupación italiana en 1939, siendo que la represión se extiende a lo largo de 1945 contra casi todas las familias aristocráticas o de la incipiente clase media.[cita requerida] En enero de 1946 queda formalmente suprimida la monarquía y Albania queda convertida oficialmente en una república gobernada por Enver Hoxha, donde el poder político es monopolizado por el Partido Comunista de Albania, reforzando la persecución a los opositores de acuerdo a los modelos del estalinismo. Las elecciones de diciembre de 1945 confirman la nueva situación política en tanto los comunistas sólo permiten la participación sus propios candidatos.

### Alianza albanesa con Yugoslavia
La vecina Yugoslavia asumió desde 1945 una gran influencia política y económica en Albania, en tanto las destrucciones de la guerra habían agravado el atraso y pobreza que habían caracterizado a Albania desde muchos años antes de la Segunda Guerra Mundial. Para la reconstrucción del país y la puesta en marcha del proyecto de Enver Hoxha se hacían necesarios técnicos y capitales, los cuales son proporcionados por los yugoslavos, donde a la vez reside una fuerte minoría étnica de albaneses en la región de Kosovo. Esta influencia causa el recelo de Hoxha hacia el mariscal Tito, el carismático presidente yugoslavo, mientras que su propio lugarteniente Koçi Xoxe auspiciaba en abril de 1948 la idea de integrar económicamente a Albania en la federación yugoslava, e incluso convertir a Albania en la séptima república federativa de Yugoslavia.
Los dirigentes políticos albaneses empezaron a cuestionar la influencia yugoslava en lo político y económico a partir de 1947, mientras Yugoslavia compraba materias primas de Albania a precios relativamente bajos y se negaba a pagar precios mayores. Mientras tanto, los capitales yugoslavos habían construido diversas industrias en territorio albanés, pero el gobierno de Belgrado insistía en que Albania se dedicase mayormente a la producción de materia prima para el mercado yugoslavo; este proyecto chocaba frontalmente con el deseo de los líderes albaneses que deseaban aumentar el volumen y calidad de la industria pesada albanesa en lugar de reducir el papel económico de su país a ser simple proveedor de materia prima barata para Yugoslavia. A lo largo de los años 1946 y 1947 Yugoslavia entrega gran cantidad de dinero a Albania para desarrollar proyectos de infraestructura e inclusive los fondos obtenidos por Albania de las Naciones Unidas debieron gastarse en la compra de maquinaria yugoslava.

### Ruptura con Yugoslavia e influencia soviética
En junio de 1948, la Kominform condena la política de Tito como desviación ideológica y precipita la ruptura entre Yugoslavia y la Unión Soviética. Ante ello, el 1 de julio de 1948, Enver Hoxha rompe relaciones económicas con Yugoslavia, liquidando de inmediato a todos los elementos titoístas del régimen, además de cancelar todos los pactos de cooperación económica y cultural con el gobierno yugoslavo, mientras retira su legación diplomática de Belgrado y ordena a los estudiantes y técnicos albaneses capacitándose en Yugoslavia volver a su país de inmediato, al mismo tiempo que la frontera entre ambos países quedaba completamente cerrada (seguiría así hasta 1990). Albania acusaba a los comunistas yugoslavos de chovinistas e imperialistas, y afirmaba que en Belgrado había planes de invadir Albania y convertirla en la "séptima república yugoslava" mediante un ataque militar. Mientras tanto Enver Hoxha aprovechaba la ocasión para eliminar rivales dentro del gobierno, así Koçi Xoxe fue expulsado del gobierno en octubre de 1948 y luego condenado a muerte y fusilado en junio de 1949. En diciembre de 1950 se consumaría la ruptura cuando Yugoslavia retira a su legación diplomática de Tirana.
Ese mismo año, en el congreso del Partido Comunista de Albania, este pasa a llamarse Partido del Trabajo de Albania, siguiendo el consejo de Stalin. Enver Hoxha convierte al régimen en una fiel copia del estalinismo, incluyendo el culto a la personalidad de Stalin y Enver Hoxha. Se fortaleció también el aparato represivo mediante la Sigurimi, la policía política albanesa, copiada de la KGB soviética. La gran importancia del aparato represivo causó que pronto el jefe de la Sigurimi, Mehmet Shehu, se convirtiera en lugarteniente de Hoxha y en el segundo hombre más poderoso de Albania.[cita requerida]
En el plano económico, la alianza con la Unión Soviética desde 1948 significó cierto beneficio para Albania, pues la Unión Soviética era un socio comercial que podría pagar precios más altos por la materia prima albanesa, así como proporcionar tecnología mucho más sofisticada que Yugoslavia y mayor cantidad de dinero como capital de inversión. La industrialización de Albania continúa con financiamiento soviético, a lo cual se suma la práctica erradicación del analfabetismo (antes alarmantemente común en Albania) y el aumento de la cobertura de los servicios de salud, creció la superficie de tierra arable mediante obras de drenaje de pantanos y construcción de sistemas modernos de riego; no obstante la rigidez económica del gobierno de Tirana hace que para la Unión Soviética sea cada vez menos eficaz el apoyo dado a Albania. 
El gobierno albanés y todos los planes de Hoxha reciben un fuerte golpe tras la muerte de Stalin en marzo de 1953, aunque se esfuerzan en mantener relaciones amistosas con el nuevo gobierno de Moscú. Inicialmente, el nuevo secretario general del PCUS, Nikita Jruschov, mantiene buenas relaciones con Albania y trata de persuadir a Hoxha para retractarse del estalinismo. Los acuerdos suscritos por la Unión Soviética permiten que se siga entregando a Albania tecnología y financiamiento para proyectos agrícolas e industriales, tratando de mantener a Albania dentro de su influencia.

### Ruptura con la Unión Soviética y acercamiento a China

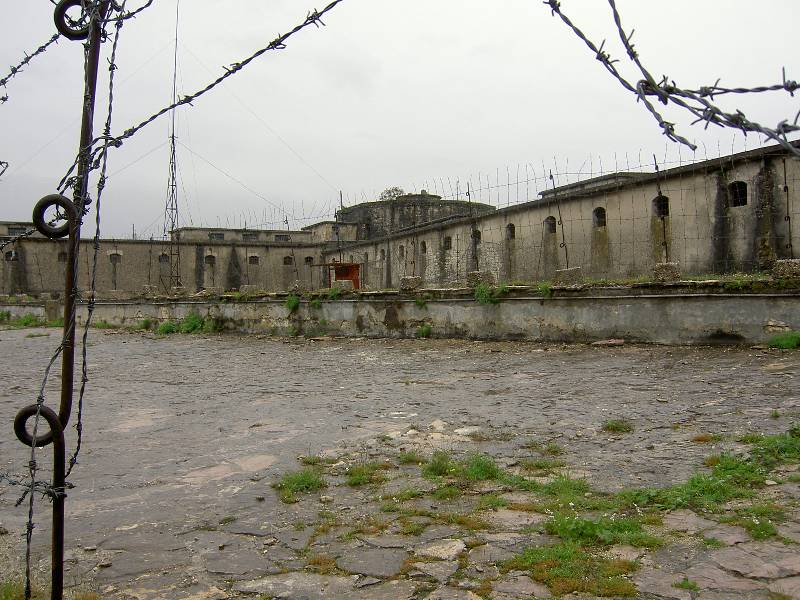
Antigua prisión para opositores en Gjirokaster

Tras la muerte de Stalin, Albania mantuvo relaciones amistosas con la Unión Soviética durante algún tiempo, la república ahora gobernada por Nikita Jruschov mantuvo su apoyo financiero a Albania, a pesar de que Enver Hoxha y sus seguidores desconfiaban de las invocaciones de Jruschov a una coexistencia pacífica con el capitalismo, e ignoraban los llamados de Moscú a iniciar un deshielo del régimen. Tres años después de la muerte de Stalin, en el polémico XX Congreso del PCUS de 1956, Enver Hoxha recrimina a Nikita Jruschov el proceso revisionista que llevó a cabo en la Unión Soviética, iniciado con el Discurso secreto que generó el inicio de las censuras al régimen de Stalin. Este cambio en la dirección soviética es tomado por Hoxha como un reproche a su propio régimen e inmediatamente Albania enfría sus relaciones diplomáticas y comerciales con la órbita soviética, aun cuando Albania había aceptado unirse al Pacto de Varsovia en 1955. 
Las disputas entre el PCUS y el Partido del Trabajo de Albania sobre el legado de Stalin eran el principal conflicto que empañaba las relaciones albano-soviéticas, pero sin llegar a la ruptura abierta. No obstante, la disputa ideológica entre la Unión Soviética y la República Popular China que empezó en 1958 significó que Albania hallase un aliado en su condena a la desestalinización; una visita de Jruschov a Tirana en 1959 no bastó para recuperar el apoyo albanés pese a nuevas ofertas soviéticas de ayuda económica.
Cuando en junio de 1960 el PCUS convoca a los partidos comunistas de Europa Oriental para una condena conjunta contra las políticas de Mao Zedong, sólo la delegación albanesa se opone a esta propuesta, lo cual implicó la negativa de la Unión Soviética a continuar programas de ayuda para Albania, deteriorándose rápidamente las relaciones albano-soviéticas. La insistencia de Hoxha en alinearse ideológicamente con el maoísmo durante la Ruptura Sino-Soviética y su persecución a los líderes albaneses que simpatizaran con la Unión Soviética causaron la crisis definitiva en diciembre de 1961, cuando los éstos suprimieron todos sus suministros a Albania (desde maquinaria hasta alimentos, pasando por el apoyo financiero) y retiró su embajada de Tirana. Esta decisión significó el efectivo aislamiento de Albania, que por el esfuerzo de Hoxha en defender el estalinismo había perdido el apoyo político y económico de la Unión Soviética y sus aliados políticos en Europa Oriental.
Tras el aislacionismo al que se vio sumido el país por la defensa de los principios del estalinismo hecha por Hoxha, Albania inicia desde el año 1960 una fuerte alianza con la República Popular China, tras haber acusado también el mismo Mao Zedong de revisionismo al gobierno de Jruschov. Esta vinculación resultó bastante inusual para ambas partes, que habían mantenido muy escaso contacto político o comercial hasta entonces, pero resultó útil en la medida que Albania evitaba el completo aislamiento internacional mientras que obtenía tecnología y material industrial de la República Popular China.
La alianza sino-albanesa se manifestó en los vínculos comerciales mutuos, hasta tal punto que Albania ofreció al gobierno de Pekín representarlo comercialmente en el resto de Europa, así como el uso de una estación radial (construida por técnicos chinos) para emitir propaganda maoísta desde territorio albanés. Hoxha ofreció también a la República Popular China usar la membresía albanesa en la ONU para defender los intereses nacionales chinos, en tanto el régimen de Pekín aún no era aceptado como miembro de dicho organismo. Misiones comerciales y estudiantiles hacían frecuentes viajes entre la República Popular China y Albania, aunque la barrera cultural y lingüística causó que, irónicamente, los primeros delegados chinos se comunicaran en ruso con sus colegas albaneses. 
Asimismo, la Revolución Cultural de Mao Zedong fue parcialmente transferida a Albania, con persecuciones lanzadas por el régimen de Hoxha contra burócratas, intelectuales y técnicos, enviados a trabajar en remotas zonas agrarias a imitación de las medidas represivas ejecutadas en China. Mientras tanto, el intercambio económico no resultó tan favorable para Albania pues la República Popular China carecía de tecnología tan avanzada como la soviética, además que los problemas económicos derivados del Gran Salto Adelante impedían al gobierno de Pekín transferir capitales e industrias a Albania en gran cantidad, dificultando incluso la entrega de alimentos desde China hacia Albania.

### El primer estado ateo del mundo

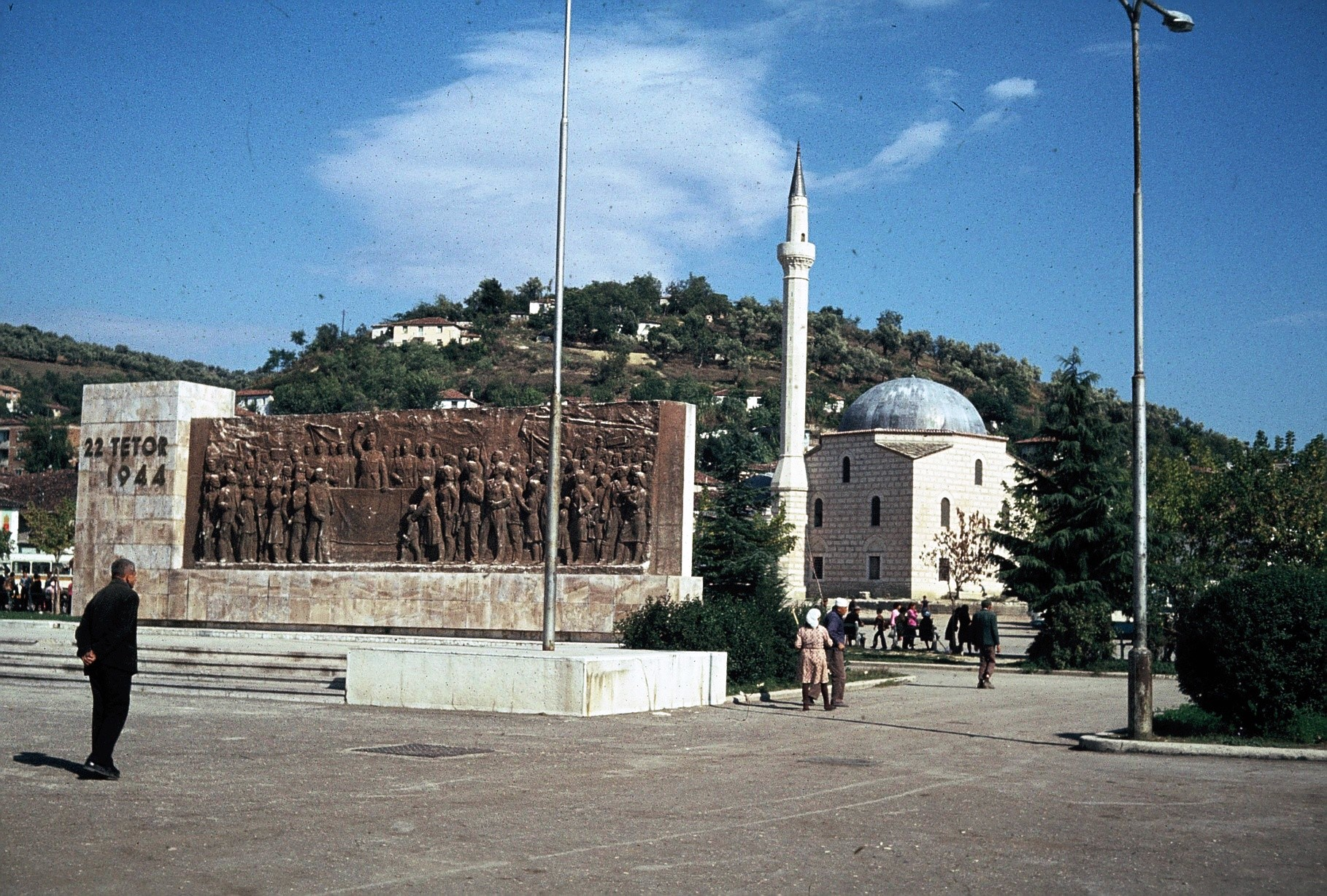
La ciudad de Berat en 1978

De igual manera, el gobierno albanés intensificó a mediados de la década de 1960 su persecución contra la religión, siendo completamente prohibida la práctica de todo culto religioso; a los asesinatos de clérigos y creyentes sucedió la destrucción masiva de templos (tanto iglesias católicas y ortodoxas, así como mezquitas) o su transformación en instalaciones deportivas o administrativas; de la misma manera fueron incautados y destruidos libros, imágenes, y objetos relacionados con cualquier religión, prohibiéndose su posesión; de igual modo se censuraron todas las expresiones y menciones procedentes de la identidad religiosa tanto en la prensa como en los libros, y se prohíben nombres propios que impliquen afiliación religiosa.
El ateísmo fue transformado así en la práctica generalizada para todos los habitantes del país, que en años precedentes había permitido por lo menos el culto privado de la religión. La novedad consistió en que las nuevas leyes gubernamentales prohibieron, no sólo las prácticas religiosas públicas, sino también las más privadas y personales, convirtiendo en delito el simple acto de mantener creencias religiosas de cualquier especie. Por tal motivo, la simple observancia personal de preceptos religiosos (tanto cristianos como islámicos) se consideró como crimen de estado, lo cual impidió a los creyentes adultos transmitir la religión a sus hijos, al instituir la Sigurimi un sistema de delación masiva (inclusive a nivel familiar o laboral) para asegurarse de descubrir y castigar a los aún creyentes. Las extremas medidas del gobierno causan que en 1967, Hoxha proclamara solemnemente que Albania se había convertido en la "primera nación atea del mundo".
De igual manera, a partir de 1968 se consideró un crimen de alta traición contra el Estado que cualquier ciudadano albanés intentara salir del país, por cualquier motivo, excepto en los casos de misiones gubernamentales. Mientras tanto el acceso a la radio y prensa extranjeras estaba estrictamente prohibido, junto con las manifestaciones culturales sospechosas (música, literatura, cine) de países capitalistas, lo cual tornaba a Albania mucho más cerrado a influencias extranjeras que cualquier otro país de Europa.

### Ruptura con China

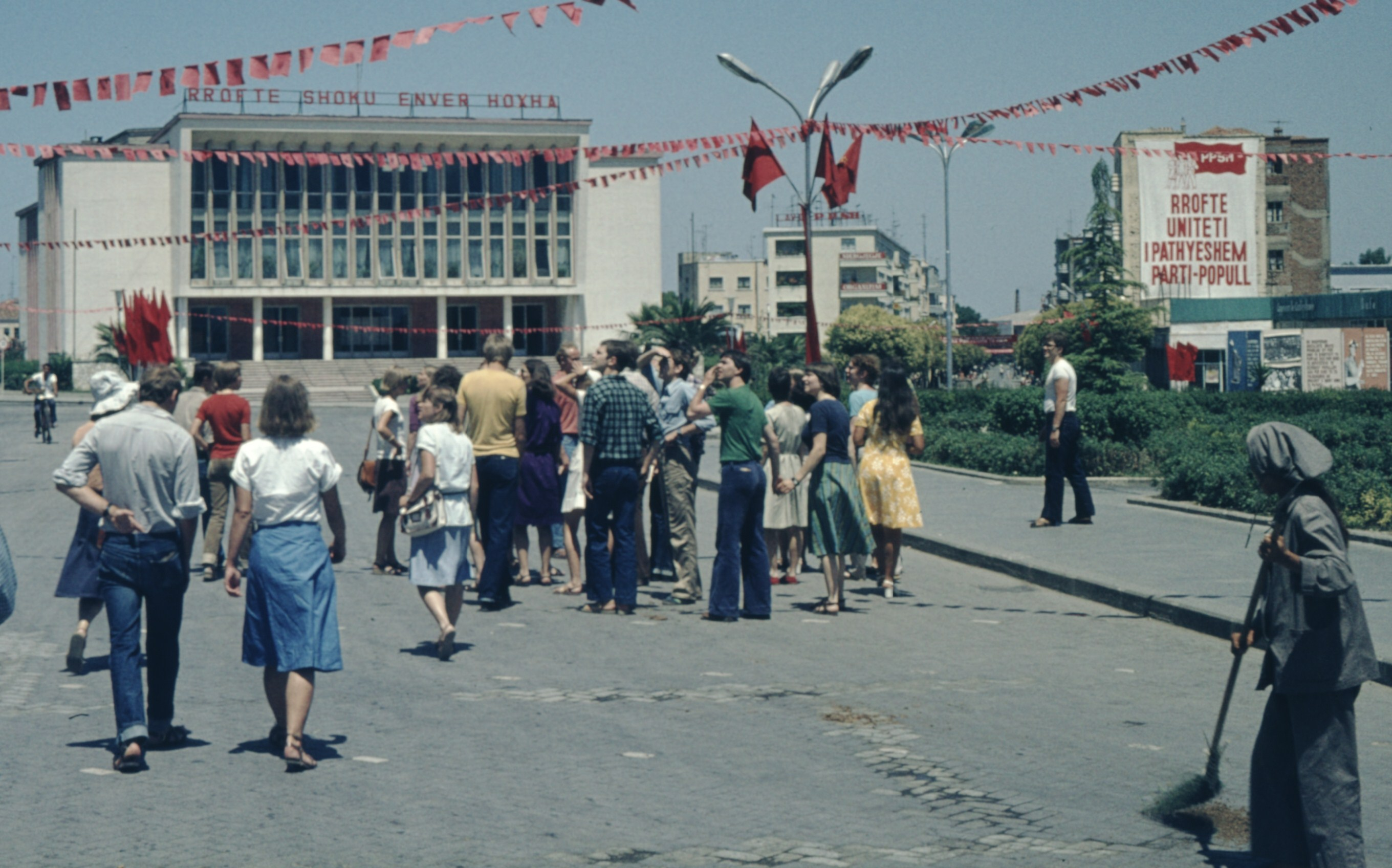
Imagen de la ciudad de Durrës en los años 1970.

Las relaciones de la República Popular China con los Estados Unidos, iniciadas en 1972, abren una primera brecha entre las relaciones sino-albanesas, en tanto que Enver Hoxha advierte a Mao del peligro de aceptar relaciones de cualquier tipo con los estadounidenses. La asistencia económica china en favor de Albania, no obstante, continúa sin interrupciones, pero el acercamiento de China hacia los Estados Unidos provoca que Albania busque a su vez acercarse al mundo exterior, normalizando relaciones con Grecia y Yugoslavia en 1971 y tratando de buscar contactos con países recientemente independizados de África y Asia.
Aun así, tras la muerte de Mao Zedong en 1976 el gobierno de Partido Comunista de China prosigue su acercamiento hacia Estados Unidos y otros países capitalistas, lo cual genera nuevas críticas desde Albania, donde Hoxha condena a sus colegas chinos pero sin decidirse a una ruptura. Cuando en 1978 Deng Xiaoping asume el poder en China e inicia una serie de reformas al modelo político económico de Mao, Hoxha condena ruidosamente las transformaciones realizadas por el gobierno chino y los acusa de desviacionismo ideológico. 
Ante ello, la República Popular China rompe relaciones con Albania en 1978 y suprime sus programas de ayuda financiera, consumando la Ruptura sinoalbanesa mientras restablece plenas relaciones diplomáticas y económicas con Estados Unidos y luego con otros países capitalistas, lo cual lleva a Albania a una etapa de casi total aislacionismo con respecto al mundo exterior.

### Aislamiento político

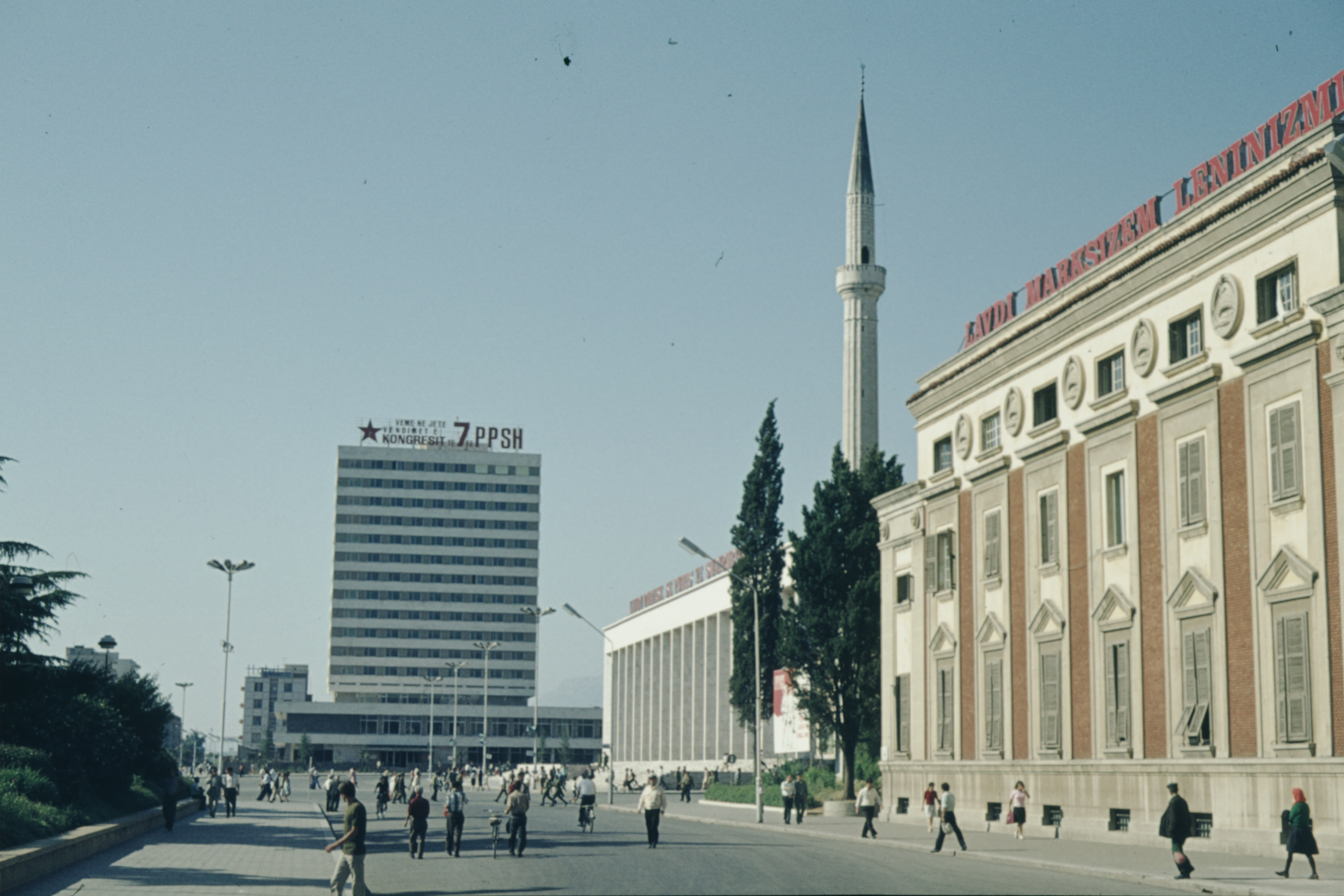
El centro de Tirana en 1978.

Tras la ruptura con Deng Xiaoping, el gobierno de Enver Hoxha perdió a su último aliado exterior, y se sumió en un profundo aislamiento, manteniendo un escaso comercio internacional, y permitiendo sólo de modo muy reducido la entrada de extranjeros. Las relaciones diplomáticas se mantenían con algunos países de Europa Occidental pero siempre con alcance restringido, mientras que Albania trataba de sostener vínculos más estrechos con algunos Estados africanos que antes habían tenido relaciones cercanas con la República Popular China (como Tanzania). Aun así, el gobierno intentó, sin éxito, algunos acercamientos comerciales a Grecia y Europa Occidental. 
Ante el aislamiento del país, desde fines de la década de 1970 Hoxha se lanzó a la masiva construcción de búnkeres en playas, montes y campos, proclamando que, tanto Yugoslavia como Estados Unidos y la Unión Soviética, querían borrar a Albania del mapa. Grandes recursos económicos fueron desviados para financiar la construcción de búnkeres de hormigón, a veces en cantidad excesiva para las necesidades reales de una hipotética guerra, o en sitios claramente inútiles desde un punto de vista táctico y militar, dando muestras de una auténtica paranoia aislacionista. 
Ante el deterioro de su salud, Enver Hoxha definió como su sucesor en 1981 al joven líder comunista Ramiz Alia [cita requerida], para lo cual pidió la renuncia de su lugarteniente Mehmet Shehu [cita requerida], jefe de la temida Sigurimi. Shehu se negó a ello, y Hoxha inició una campaña política en su contra. Poco después, Shehu fue hallado muerto y se alegó un suicidio como causa de la muerte [cita requerida]. 
La salud de Hoxha siguió deteriorándose desde 1983 debido a una isquemia cerebral, y paulatinamente debió ceder gran parte de sus funciones a su sucesor, Ramiz Alia, al punto que durante sus últimos meses Hoxha perdía sus capacidades mentales y motrices. Esta paranoia aislacionista no se detuvo hasta la muerte de Enver Hoxha, el 11 de abril de 1985, hecho tras el cual Ramiz Alia fue proclamado primer ministro.

## Gobierno de Ramiz Alia
Tras la proclamación de Ramiz Alia como líder del PTA en abril de 1985 se inicia un proceso de reformas de manera muy lenta, tanto económicas como sociales, con el objetivo de sacar al país del atraso económico generado por las políticas de Enver Hoxha. De hecho, sin acceso a mercados mundiales, y con un sistema productivo basado en una muy severa autarquía, la economía albanesa sufría de serias dificultades desde inicios de la década de 1980. 
La ruptura con China causó que Albania perdiera su mayor fuente de suministros industriales así como el único posible gran mercado para sus productos; la falta de materias primas causaba frecuentes crisis de escasez en la industria, así como cortes de energía que afectaban la infraestructura del país. La planificación económica tampoco había dado buenos resultados en la agricultura, causando escasez de alimentos también entre la población. Asimismo, la ausencia de comercio internacional significativo causaba que Albania careciera de divisas suficientes para importar bienes indispensables, lo cual se hallaba agravado por la paranoia del régimen de Hoxha contra toda posible influencia foránea en Albania, temiendo que mediante las relaciones comerciales (pese al estricto control gubernamental) empezaran a difundirse "ideas subversivas" desde el extranjero. 

### Aperturismo
El gobierno de Alia trató de entablar algunas relaciones comerciales con el resto de países europeos como Francia, Austria y Suiza. En 1987 estableció relaciones con Alemania occidental tras abandonar sus reclamos de reparaciones de guerra, esperando obtener tecnología germano-occidental, así como asistencia para modernizar la agricultura y el sistema de transportes, firmando un acuerdo en noviembre; ese mismo año, se celebró un limitado tratado comercial con Grecia, mientras que Albania se adhería a los Acuerdos de Helsinki de 1975, siendo el primer tratado de derechos humanos que Albania firmaba. Del mismo modo, se estrecharon las relaciones con los países de Europa oriental: se adoptó una actitud más flexible y las relaciones con Alemania Oriental, Bulgaria y Checoslovaquia mejoraron notablemente: en junio de 1989 Oskar Fischer, ministro de exteriores de la RDA, visitó Albania, siendo así el primer funcionario del bloque soviético en visitar el país en 30 años, firmándose una serie de acuerdos de cooperación económica y formación de técnicos especialistas; ese mismo año, la RFA le dio a Albania un préstamo de 20 millones de marcos en forma de fondos no reembolsables para proyectos de desarrollo.   
No obstante, la pobreza de la economía albanesa y las grandes restricciones impuestas por el régimen de Tirana sobre las relaciones económicas con el extranjero, como la prohibición de la constitución de 1976 -entonces vigente- de contraer deuda externa, causaban que estos acercamientos tímidos tuvieran poco impacto sobre la economía nacional. Alia, por otro lado, no relajó la censura ni aumentó las libertades políticas de la población, manteniendo las actividades de "espionaje interno" de la temida Sigurimi y mostrando una firme negativa a permitir que el monopolio político del PTA fuera desafiado o siquiera cuestionado en público. Gran parte de la jefatura política del PTA admitía que la situación del país requería reformas, pero se negaba a permitir un mínimo de apertura política o social y estaba dispuesta a emplear la represión política contra cualquier brote de oposición.
El aislamiento de Albania llegaba al extremo de castigarse con prisión el acceso a cualquier medio de información extranjero, al punto que en 1989 la población albanesa ni siquiera estaba enterada de la caída del Muro de Berlín. La élite gubernamental, no obstante, sí estaba al tanto de los sucesos del mundo exterior y sintió temor por los movimientos antigubernamentales de 1989, especialmente ante la violenta revolución en Rumania de diciembre del mismo año, que acabó con el fusilamiento del presidente Nicolae Ceaucescu y la muerte de numerosos altos funcionarios suyos. Por otra parte, la introducción de la economía de mercado en esos países hizo que perdieran interés en importar productos albaneses dada la baja calidad de los mismos, por lo cual los problemas para la obtención de divisas se agravaron.

### Caída del régimen
Pese a esto, para abril de 1990 se habían relajado suficientemente los controles en los países vecinos (sobre todo Yugoslavia) y ocurrieron protestas desembocadas por los jóvenes en Shkodër, a las cuales se les unieron los obreros de las zonas industriales, en demanda de mejores condiciones de vida. Tales manifestaciones continuaron a lo largo de todo el año 1990 fueron una muestra seria de disconformidad, pero el régimen se abstuvo de ejercer la represión violenta considerando los sucesos en el resto de Europa Oriental, y especialmente en Rumania. En paralelo, el régimen de Alia empezó a otorgar ciertas libertades a la población: derecho de apelación ante los tribunales, tolerancia al comercio minorista, y especialmente derecho a viajar fuera del país, lo cual motivó un repentino flujo masivo de albaneses al exterior, especialmente a Italia.
Cuando el gobierno redujo el control sobre el acceso a la información del extranjero, las manifestaciones crecieron en vez de disminuir, y desde diciembre de 1990 el "movimiento de estudiantes" se radicalizó exigiendo cambios políticos junto con las mejoras económicas. En febrero de 1991 hubo una masiva huelga de hambre de estudiantes en Tirana, y en dicha ciudad la principal estatua de Enver Hoxha era derribada por manifestantes universitarios (a imitación de hechos similares en el resto de países comunistas). En paralelo seguía el flujo de migrantes que pugnaban por marchar a Italia cruzando el Mar Adriático en toda clase de embarcaciones, o cruzaban a pie la frontera hacia Grecia o Yugoslavia, mientras los obreros formaban sindicatos ajenos al gobierno y lanzaban una serie de huelgas que paralizaban el país. El 29 de abril se suspendió la constitución de 1976 y se publicó la Ley de Previsiones Constitucionales, que de facto comenzó a funcionar a modo de constitución interina: ese mismo día las palabras "Popular" y "Socialista" fueron retiradas del nombre del país, que pasó a llamarse simplemente República de Albania. La crisis forzó la renuncia del último gobierno comunista el 4 de junio. 
A pesar de la "era de continuidad" que Alia había prometido, este aceptó formar un gobierno de coalición con partidos no comunistas recién formados poniendo fin al monopolio del poder ejercido por el PTA, desmantelando en paralelo las estructuras sociales y económicas existentes desde 1945. El nuevo gobierno adoptó un programa de privatizaciones masivas, que preveía la instauración de una legislación que regulara la venta de los activos del Estado, así como la creación de una agencia para la subasta de los mismos entre la población mediante la distribución de acciones, si bien el propósito original de la creación de dicha agencia era la formación de cooperativas y no la privatización. En total, el gobierno vendió más de 25000 tiendas y empresas de servicio, así como el 50% de la pequeña industria. También se formaron asociaciones público-privadas entre el gobierno y empresas extranjeras. Igualmente se descolectivizó la agricultura y las tierras de las cooperativas agrícolas fueron repartidas a título individual entre los miembros de las mismas. También se planeó la privatización de las grandes industrias, pero debido a las dificultades financieras que acarreaba, no se materializó y estas siguieron en manos del gobierno. En pocos meses ya había más de 300000 personas trabajando en el sector privado.  
Para tratar de contener la agitación social se convocaron elecciones multipartidistas en 1992, en las que resultó vencedor Ramiz Alia con el Partido Socialista de Albania, refundación del PTA.

## Economía

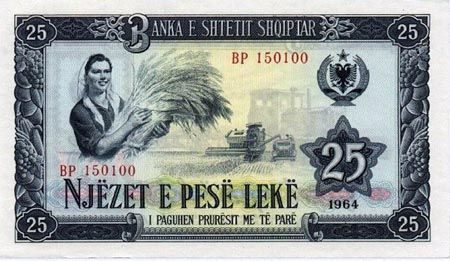
Diseño de un billete de 25 lek de la década de 1960.

Antes de la Segunda Guerra Mundial la economía albanesa estaba basada mayormente en la agricultura, con una débil industria (centrada mayormente en Tirana) y una minería medianamente desarrollada donde destacaba la explotación de hierro, níquel, cobre, y cromo, poseyendo también yacimientos de petróleo, siendo que la explotación minera estaba controlada casi completamente por capitales italianos. Después de 1945 el nuevo régimen comunista aplicó de forma decidida el modelo de economía planificada. Por ello, se procedió a la estatización de todas las actividades de industria, minería, y comercio, seguida de una reforma agraria que abolió los latifundios casi medievales de Albania, pero que poco después los reemplazó por granjas colectivas según el modelo soviético, prohibiendo el minifundio y la propiedad privada de las tierras. 
Los primeros años del régimen de Hoxha se caracterizaron porque Albania copió casi todo el modelo económico de la Unión Soviética, y con el fin de crear una industria pesada albanesa importante, el régimen invirtió grandes capitales en maquinaria industrial adquirida en Yugoslavia y en la Unión Soviética, para que Albania paulatinamente dejara de ser un simple proveedor de materia prima. Esta industrialización rápida no fue del agrado de Belgrado, que esperaba invertir capitales en Albania para asegurarla como fuente de valiosas materias primas, siendo que las discordancias albano-yugoslavas en materia económica fueron uno de los motivos para que Albania apoyara vigorosamente la ruptura política de 1948 entre Stalin y el mariscal Tito.
La industrialización albanesa se vio acompañada de una serie de grandes gastos en infraestructura a inicios de la década de 1950, por el cual el nuevo régimen edificó una serie de construcciones nuevas: canales de regadío, carreteras, hospitales, represas, plantas de electricidad, etc. empleando fondos concedidos por la URSS. Inclusive se copiaron los planes quinquenales soviéticos, tanto en la forma como en las metas de fondo. La capacitación de los albaneses se realizaba masivamente en la URSS y allí se formaron casi las primeras promociones de especialistas técnicos y científicos de Albania, considerado el país más atrasado de los Balcanes.
Tras la ruptura albano-soviética y el acercamiento de Tirana a China, se continuó aplicando en Albania el modelo económico que también practicaba la República Popular China durante el gobierno de Mao Zedong, siendo que ahora Pekín ocupaba el lugar de Moscú como suministrador de fondos y fuente de especialistas técnicos. No obstante, la tecnología china de la época se hallaba bastante más atrasada que la soviética en varios aspectos, lo cual perjudicó los planes albaneses de crecimiento rápido.
Los desastres económicos sufridos por China (como el Gran Salto Adelante) impactaron negativamente en Albania, que recibía menos ayuda financiera de Pekín en la segunda mitad de la década de 1960. Cuando en 1972 la República Popular China estableció relaciones diplomáticas con Estados Unidos, el Gobierno albanés condenó enérgicamente tal decisión, precipitando que Albania rompiera vínculos con el régimen chino en 1978, cuando Deng Xiaoping repudió las políticas de Mao e inició reformas hacia el socialismo con características chinas. 
Antes que acabara la alianza con China, Albania había iniciado acercamientos comerciales con países de África que interesaban a China, pero estos lazos con países económicamente débiles no resultaban útiles a la economía albanesa. La ruptura sino-albanesa aumentó al desconfianza de Enver Hoxha hacia el exterior, motivando que el país se refugiara en una severa autarquía, evitando el contacto económico con el resto del mundo y gastando la mayoría del producto bruto interno en fortificaciones, alambradas, y campos minados, casi siempre mal organizados e inútiles en la práctica, para defender al país de una hipotética invasión foránea.
El fin de la ayuda china puso de manifiesto las serias debilidades económicas del país balcánico, así como el completo fracaso de su autarquía y aislamiento internacional, causando primero un estancamiento económico desde 1980 y luego el empobrecimiento progresivo de la población, marcado por carestías, acusado descenso en el nivel de vida, y déficit energético.[cita requerida]

## Religión
Albania, el único país predominantemente musulmán en Europa en ese momento, en gran parte debido a la influencia turca en la región, no había, como el Imperio Otomano, identificado religión con etnicidad.  En el Imperio Otomano, los musulmanes se clasificaban como turcos, los cristianos ortodoxos se clasificaban como griegos, y los católicos se clasificaban como latinos. Hoxha creía que esta división de la sociedad albanesa en líneas religiosas y étnicas era un problema grave, porque alimentó a los separatistas griegos en el sur de Albania en particular y también dividió a la nación en general. 
La Ley de Reforma Agraria de 1945 confiscó gran parte de las propiedades de la iglesia en el país. Los católicos fueron la primera comunidad religiosa en ser atacada porque la Santa Sede era considerada un agente del fascismo y el anticomunismo. En 1946 se prohibió la Orden Jesuita de la Compañía de Jesús y los franciscanos fueron prohibidos en 1947.

La Madre Teresa, una monja católica cuyos familiares residían en Albania durante el gobierno de Hoxha, se le negó la oportunidad de verlos porque se la consideraba una agente peligrosa del Vaticano. A pesar de las múltiples solicitudes y del hecho de que muchos países hicieron solicitudes en su nombre, no se le concedió la oportunidad de ver a su madre y hermana. Tanto la madre como la hermana de la Madre Teresa murieron durante el gobierno de Hoxha, y la monja solo pudo visitar Albania cinco años después del colapso del régimen comunista. Dom Lush Gjergji en su libro "Nuestra Madre Teresa" describe uno de sus viajes a la embajada donde lloraba mientras salía del edificio, diciendo:
Querido Dios, puedo entender y aceptar que debo sufrir, pero es tan difícil entender y aceptar por qué mi madre tiene que sufrir.  En su vejez no tiene otro deseo que el de vernos por última vez.
El Partido del Trabajo de Albania se centró en la educación atea en las escuelas. Esta táctica fue efectiva, principalmente como resultado de la política de alta tasa de natalidad que se alentó después de la guerra.  Durante los períodos que las personas religiosas consideran "períodos sagrados", como la Cuaresma y el Ramadán, se distribuyeron muchos alimentos y bebidas distintas del agua en escuelas y fábricas, y las personas religiosas que se negaron a comer esos alimentos  y beber esas bebidas cuando se les ofrecían durante sus "tiempos de ayuno" fueron denunciados.[cita requerida]
A partir del 6 de febrero de 1967, el Partido comenzó a promover el laicismo en lugar de las religiones abrahámicas.  Hoxha, que había lanzado una "Revolución cultural e ideológica" después de inspirarse parcialmente en la Revolución Cultural de China, alentó a los estudiantes y trabajadores comunistas a utilizar tácticas más contundentes para disuadir a la gente de continuar con sus prácticas religiosas.  pero inicialmente se condenó el uso de la violencia.
Según Hoxha, el aumento de las actividades del antiteístas comenzó con la juventud. El resultado de este "movimiento espontáneo y sin provocación" fue la demolición o conversión de las 2.169 iglesias y mezquitas de Albania. El ateísmo estatal se convirtió en política oficial, y Albania fue declarada el primer estado ateo del mundo.  Los nombres de pueblos y ciudades que se hacían eco de temas religiosos abrahámicos se abandonaron por nombres seculares neutrales, así como nombres personales.  En 1968, Hoxha declaró en un discurso que "La religión es un combustible que enciende el fuego de todos los males".
Durante este período, los nombres basados en la religión también se declararon ilegales.  El Diccionario de nombres de personas, publicado en 1982, contenía 3.000 nombres seculares aprobados. En 1992, Monseñor Diaz, el nuncio papal para Albania designado por el papa Juan Pablo II, dijo que de los trescientos sacerdotes católicos presentes en Albania antes de que los comunistas llegaran al poder, solo treinta seguían activos. Se prohibió la promoción de la religión y todos los clérigos fueron etiquetados como reaccionarios y fuera de la ley. Aquellas figuras religiosas que se negaron a abrazar los principios del marxismo-leninismo fueron arrestadas o llevaron a cabo sus actividades en la clandestinidad.[cita requerida]

## Fuerzas armadas
El Ejército Popular de Albania (en albanés: Ushtria Popullore Shqiptare, UPSh) fue el término para el ejército nacional de la República Popular Socialista de Albania desde 1946 hasta 1990. Después de retirarse  de las actividades del Pacto de Varsovia en 1968, llevó a cabo una política de autosuficiencia para la defensa nacional.  Se disolvió en 1990 y se mantiene en su forma actual a través de las Fuerzas Armadas de Albania.